# بلبل (فیلم ۲۰۱۴)
بلبل (انگلیسی: Nightingale) یک فیلم جنایی و درام آمریکایی محصول سال ۲۰۱۴ به کارگردانی الیوت لستر و نویسندگی فردریک منچ با بازی دیوید اویلوو است. این فیلم در ۲۹ ماه مه ۲۰۱۵ در اچ‌بی‌او منتشر شد.

## داستان فیلم
فیلم با اعتراف یک مرد به‌نام پیتر اسنودن در اواخر سی سالگیش، شروع می‌شود که مشغول به ضبط ویدیویی‌ست که در آن به قتل مادرش اعتراف می‌کند. او توضیح می‌دهد که مادرش به او اجازه نمی‌داد در تأمین مخارج خانه کمک کند و به همین جهت، خانه را متعلق به خود نمی‌دانست و از انجام کارهایی که دوست داشت مثل دعوت کردن یک کهنه سرباز جنگ به خانه، محروم بود. سپس او در توضیحات خود اشاره می‌کند که هیچ حس گناهی درمورد قتل مادرش ندارد اما دیدن خون‌ریزی و مقدار خونی که مادرش طی قتل از دست داد، او را از کارش پشیمان کرد. هنگامی که پیتر می‌گوید که نمی‌تواند این ویدیو را منتشر یا در جایی بارگذاری و سپس دوربین را خاموش می‌کند؛ بر مخاطبان آشکار می‌شود که او یک وبلاگ‌نویس است.
روز بعد پیتر بر روی میز آشپزخانه می‌نشیند و آوازی شاد می‌خواند و از خوردن غلات صبحانه لذت می‌برد. هنگامی که آماده می‌شود تا به محل کارش برود، لحظه‌ای فراموش می‌کند که شب قبل، مادر خود را به قتل رسانده و مادر خود را از رفتنش مطلع می‌کند. اکنون حالت چهره پیتر، واقعیت جدیدی را آشکار می‌سازد…

## بازیگران
- دیوید اویلوو در نقش پیتر اسنودن
- هدر استورم در نقش گوینده
- بارلو جیکوب در نقش بیزلی

## تولید
در ۹ جولای سال ۲۰۱۳، اعلام شد که دیوید اویلوو در فیلم بازی خواهد کرد.

## انتشار
فیلم در تاریخ ۱۷ ژوئن سال ۲۰۱۴ در فستیوال فیلم لس‌آنجلس اکران شد.  همچنین در تاریخ ۲۹ مه سال ۲۰۱۵ در اچ‌بی‌او پخش شد.

## بازخوردها
فیلم بلبل نظرات مثبتی دریافت کرد و درخشش اویلوو در فیلم، ستایش گردید. فیلم امتیاز ۸۲٪ از سایت راتن تومیتوز دریافت کرد. در متاکریتیک نیز امتیاز ۶۷ از ۱۰۰ را دریافت نمود و نظرات مطلوبی به‌همراه داشت.